# Gourmandises
Albums de Alizée
Mes courants électriques
(2003)
Singles
1. Moi... Lolita
Sortie : 04 juillet 2000
2. L'Alizé
Sortie : 27 novembre 2000
3. Parler tout bas
Sortie : 24 avril 2001
4. Gourmandises
Sortie : 13 août 2001

Gourmandises est le premier album studio de la chanteuse française Alizée, sorti en France en novembre 2000 puis dans le monde entier le 13 mars 2001 sous le label Polydor. Après sa participation à l'émission télévisée Graines de Star, Alizée travaille sur son premier album avec la chanteuse Mylène Farmer, qui écrit les textes, et le compositeur Laurent Boutonnat : tous deux produisent Gourmandises.
Le premier single extrait de l'album, Moi... Lolita, sorti en juillet 2000 rencontre un grand succès international. La deuxième chanson extraite de l'album, L'Alizé se classe numéro 1 des ventes de singles en France. Gourmandises et Parler tout bas sont les deux autres singles à être extraits de l'album ; ils seront certifiés disque d'argent en France.
L'album se vend à plus d'un million d'exemplaires en Europe et connaît le succès dans plusieurs autres pays, notamment en Asie. Il a été nommé aux Victoires de la musique dans la catégorie "Album révélation de l'année".
L'album est ressorti en ligne en 2018 pour les 18 ans du single Moi... Lolita.
Le 19 juillet 2019, la version instrumentale de l’album est sortie en ligne.
Le 4 juillet 2025, à l’occasion des 25 ans de Moi... Lolita, l’album est réédité en 2025 en vinyle Édition Collector Picture Disc chez Baskia Productions.

## Contexte, développement et promotion
Les renseignements fournis par Universal Music Group (France)
Alizée participe à l’émission Graines de star de Laurent Boyer et y interprète une version du titre « Ma Prière » d’Axelle Red. C’est à la suite de ce passage télévisé que Mylène Farmer décide de prendre la jeune fille sous son aile protectrice et de lui inculquer les principes de base des domaines de l’interprétation et de la chorégraphie.
Après trois mois passés à préparer son entrée dans le registre professionnel, un premier single « Moi... Lolita » sort le 4 juillet 2000. La chanson truffée de doubles sens est écrite par Mylène Farmer et composée par Laurent Boutonnat. Le titre connaît rapidement un succès à grande échelle, bénéficiant d’un appui promotionnel spécifique et à la hauteur du prestige de sa marraine, et marque le début de la mode Lolita. « Moi… Lolita » se vend à plus d’un million et demi d’exemplaires, devenant un classique repris par Julien Doré sept ans plus tard.
Alizée, qui n’a pas encore seize ans, retourne en studio pour enregistrer son premier album, Gourmandises, qui sort le 28 novembre 2000. Toujours écrit et composé par le duo Farmer – Boutonnat, il évoque des thèmes liés à l’adolescence et aux premiers émois amoureux. À la fin de l’année, le nouveau phénomène pop remporte un M6 Award, et son second single, « L'Alizé » se vend à 700 000 exemplaires et se place numéro 1 des ventes.
En 2001, la « Lolita » acquiert un autre trophée, le NRJ Music Award de la « Révélation de l’année ». Tout comme sa mystérieuse productrice, Alizée se fait rare dans les médias (suscitant la convoitise des paparazzi) mais intègre tout de même la troupe des Enfoirés. Les deux autres extraits de Gourmandises « Parler tout bas » et le morceau-titre, deviennent tous les deux Disques d’argent. Les chiffres de ventes de ce premier album sont alors évalués à près de 1 300 000 exemplaires.
À la suite de cet engouement massif, Alizée s’apprête à conquérir d’autres pays européens, voire au-delà, sa pop rythmée passant les frontières malgré l’obstacle de la langue. Le succès répond présent au Royaume-Uni, en Autriche, en Allemagne, et l’étoile montante se place même numéro 1 des ventes en Italie, en Espagne et en Israël. C’est ensuite au tour du Japon et de la Chine de faire plus ample connaissance avec la petite Lolita française. Au pays du Soleil Levant, elle tourne même une publicité pour une marque de gâteau. Ses quatre millions de disques vendus à travers le monde (un chiffre rare pour une artiste francophone) lui valent le World Music Award de la meilleure exportatrice de disques.

## Liste des chansons
Toutes les paroles sont écrites par Mylène Farmer et la musique est composée par Laurent Boutonnat.
| No  | Titre                       | Durée |
| --- | --------------------------- | ----- |
| 1.  | Moi... Lolita               | 4:26  |
| 2.  | Lui ou toi                  | 4:20  |
| 3.  | L'Alizé                     | 4:18  |
| 4.  | J.B.G.                      | 4:00  |
| 5.  | Mon maquis                  | 5:44  |
| 6.  | Parler tout bas             | 4:42  |
| 7.  | Veni vedi vici              | 4:25  |
| 8.  | Abracadabra                 | 4:05  |
| 9.  | Gourmandises                | 4:16  |
| 10. | À quoi rêve une jeune fille | 4:10  |

## Crédits
| - Alizée - Artiste primaire, Chœurs - Laurent Boutonnat - Arrangeur, Clavier, Programmation - Stéphane Briand - Assistant ingénieur son - Ann Calvert - Chœurs - Denis Caribaux - Assistant ingénieur son - Bertrand Châtenet - Mixage (Moi... Lolita) - Émeline Chetaud - Assistante de Laurent Boutonnat - Jérôme Devoise - Ingénieur son | - Bruno Gruel - Mastering - lb - photographie - Didier Lozahic - Ingénieur son, mixage - Henry Neu - Design - Bernard Paganotti - Basse - André Perriat - Mastering - Slim Pezin - Guitare - Matthieu Rabaté - Batterie |

### Charts et ventes
| Classement (2000-02)             | Meilleure position |
| -------------------------------- | ------------------ |
| Autriche Albums Chart            | 40                 |
| Belgique Albums Chart (Wallonne) | 7                  |
| Chine Albums Chart               | 18                 |
| Pays-Bas Albums Chart            | 36                 |
| Chart finlandais                 | 26                 |
| Chart français,                  | 1                  |
| Chart allemand                   | 29                 |
| Chart hongrois                   | 23                 |
| Chart italien                    | 27                 |
| Chart japonais                   | 40                 |
| Chart polonais                   | 13                 |
| Chart russe                      | 9                  |
| Chart sud-coréen                 | 4                  |
| Chart espagnol                   | 7                  |
| Chart suisse                     | 27                 |

| Region   | Certification |
| -------- | ------------- |
| Belgique | Or            |
| France   | 2 × Platine   |
| Suisse   | Platine       |
| Europe   | Platine       |